# 신흠 묘역 및 신도비
신흠 묘역 및 신도비(申欽 墓域 및 神道碑)는 대한민국 경기도 광주시 퇴촌면 영동리에 있는, 조선 중기의 문신 현헌(玄軒) 신흠(1566∼1628) 선생의 묘 및 신도비이다. 1994년 4월 20일 경기도의 기념물 제145호로 지정되었다.

## 개요
조선 중기의 문신 현헌(玄軒) 신흠(1566∼1628) 선생의 묘이다.
선조 18년(1585)에 진사시와 생원시에 차례로 합격하였으나 율곡 이이를 두둔한 발언으로 인해, 당시 정권을 장악하고 있던 동인(東人)으로부터 이이와 같은 무리라고 비난을 받으면서 높은 벼슬을 지내지 못했다. 그러나 임진왜란 때 정철의 종사관으로 활약한 이후 병조판서를 거쳐 인조 때에는 영의정의 자리에까지 올랐다.
그는 장중하고 간결한 성품과 뛰어난 문장으로 선조의 신임을 받았고, 특히 외교문서의 제작과 각종 의례문서의 제작에 뛰어난 재능을 발휘하여 문운(文運)의 진흥에 크게 기여한 인물이었다.
묘지는 부인 전의 이씨와의 합장묘이며, 묘역 주위는 낮은 구릉으로 둘러 싸여 있다. 봉분 앞에는 묘비·상석(床石:제사지낼 때 음식을 차려 놓도록 무덤 앞에 마련한 돌)·향로석 등의 석물이 잘 갖추어져 있다. 상석 앞에는 장명등(長明燈:무덤 앞에 있는 돌로 만든 등)이 있고 그 좌우에는 망주석(望柱石:멀리서도 무덤이 있음을 알려주는 돌기둥)과 문인석이 있다. 묘비는 인조 6년(1628)에 세운 것으로 그가 손수 지은 비문이 새겨져 있고, 묘역의 동남쪽에는 신도비(神道碑:왕이나 고관 등의 평생 업적을 기리기 위해 무덤가에 세우던 비)가 세워져 있다.

## 같이 보기
- 신흠

## 참고 문헌
- 신흠묘역및신도비 - 국가유산청 국가유산포털